# Mirtuszfélék
A mirtuszfélék (Myrtaceae avagy Heteropyxidaceae Engler & Gilg avagy Psiloxylaceae Croizat) a zárvatermők (Magnoliophyta) közé tartozó mirtuszvirágúak (Myrtales) egyik családja 128 nemzetséggel és mintegy háromezer fajjal. Az APG III-rendszer a Heteropyxidaceae és Psiloxylaceae családokat is ide sorolja.
Ezeket az örökzöld, gyakran keménylombú fákat, cserjéket vagy törpecserjéket mindenfelé megtaláljuk a trópusokon és a szubtrópusokon. Csillagszerű virágaik egyesével nőnek a levelek tövében, illetve füzér-, álernyő-, ágbog- avagy gömbvirágzattá egyesülnek. Névadó fajuk, az 5 m magasra is megnövő valódi mirtusz (Myrtus communis) a Földközi-tenger mellékén a macchia-vegetáció jellegzetes képviselője.

## Rendszertani felosztásuk
- Acca nemzetség 4 fajjal;
- Accara nemzetség;
- Acmena nemzetség;
- Acmenosperma nemzetség;
- Actinodium nemzetség;
- Agonis nemzetség 4 fajjal;
- Allosyncarpia nemzetség;
- Amomyrtella nemzetség;
- Amomyrtus nemzetség;
- Angasomyrtus nemzetség;
- Angophora nemzetség;
- Archirhodomyrtus nemzetség;
- Arillastrum nemzetség;
- Astartea nemzetség;
- Asteromyrtus nemzetség;
- Austromyrtus nemzetség;
- Ánizsmirtusz (Backhousia) nemzetség;
- Baeckea nemzetség mintegy 75 fajjal;
- Balaustion nemzetség;
- Barongia nemzetség;
- Basisperma nemzetség;
- Beaufortia nemzetség 29 fajjal;
- Blepharocalyx nemzetség;
- Kefevirág (Callistemon) nemzetség több mint 14 fajjal;
- Calothamnus nemzetség;
- Calycolpus nemzetség;
- Calycorectes nemzetség 6 fajjal;
- Calyptranthes nemzetség;
- Calyptrogenia nemzetség;
- Calythropsis nemzetség;
- Calytrix nemzetség;
- Campomanesia nemzetség 4 fajjal;
- Carpolepis nemzetség;
- Chamelaucium nemzetség;
- Chamguava nemzetség;
- Choricarpia nemzetség;
- Cleistocalyx nemzetség;
- Cloezia nemzetség;
- Conothamnus nemzetség;
- Corynanthera nemzetség;
- Cupheanthus nemzetség;
- Darwinia nemzetség;
- Decaspermum nemzetség;
- Eremaea nemzetség 19 fajjal;
- Eucalyptopsis nemzetség;
- Eukaliptusz (Eucalyptus) nemzetség több mint 800 fajjal;
- Cseresznyemirtusz (Eugenia) nemzetség több száz fajjal;
- Gomidesia nemzetség;
- Heteropyxis nemzetség;
- Hexachlamys nemzetség;
- Homalocalyx nemzetség;
- Homalospermum nemzetség;
- Homoranthus nemzetség;
- Hottea nemzetség;
- Hypocalymma nemzetség;
- Kania nemzetség;
- Kjellbergiodendron nemzetség;
- Kunzea nemzetség;
- Lamarchea nemzetség;
- Legrandia nemzetség;
- Teamirtusz (Leptospermum) nemzetség 87 fajjal;
- Lindsayomyrtus nemzetség;
- Lophomyrtus nemzetség;
- Lophostemon nemzetség;
- Luma nemzetség 114 fajjal;
- Lysicarpus nemzetség;
- Malleostemon nemzetség;
- Marlierea nemzetség;
- Teafa (Melaleuca) nemzetség mintegy 250 fajjal;
- Meteoromyrtus nemzetség;
- Metrosideros nemzetség 51 fajjal;
- Micromyrtus nemzetség;
- Mitranthes nemzetség;
- Mitrantia nemzetség;
- Monimiastrum nemzetség;
- Mosiera nemzetség;
- Myrceugenia nemzetség;
- Myrcia nemzetség;
- Myrcianthes nemzetség;
- Myrciaria nemzetség;
- Myrrhinium nemzetség;
- Myrtastrum nemzetség;
- Myrtella nemzetség;
- Myrteola nemzetség;
- mirtusz (Myrtus) nemzetség;
- Neofabricia nemzetség;
- Neomitranthes nemzetség;
- Neomyrtus nemzetség;
- Ochrosperma nemzetség;
- Octamyrtus nemzetség;
- Osbornia nemzetség;
- Paramyrciaria nemzetség;
- Pericalymma nemzetség;
- Phymatocarpus nemzetség;
- Pileanthus nemzetség;
- Pilidiostigma nemzetség;
- Piliocalyx nemzetség;
- Pimenta nemzetség 2 fajjal;
- Pleurocalyptus nemzetség;
- Plinia nemzetség;
- Pseudanamomis nemzetség;
- Psidium nemzetség 8 fajjal;
- Psiloxylum nemzetség;
- Purpureostemon nemzetség;
- Regelia nemzetség;
- Rhodamnia nemzetség;
- Rhodomyrtus nemzetség;
- Rinzia nemzetség;
- Ristantia nemzetség;
- Scholtzia nemzetség;
- Siphoneugena nemzetség;
- Sphaerantia nemzetség;
- Stereocaryum nemzetség;
- Syncarpia nemzetség;
- Syzygium nemzetség 1 fajjal;
- Taxandria nemzetség 7 fajjal;
- Tepualia nemzetség;
- Thryptomene nemzetség;
- Tristania nemzetség;
- Tristaniopsis nemzetség;
- Ugni nemzetség;
- Uromyrtus nemzetség;
- Verticordia nemzetség;
- Waterhousea nemzetség;
- Welchiodendron nemzetség;
- Whiteodendron nemzetség;
- Xanthomyrtus nemzetség;
- Xanthostemon nemzetség.